# Плашка ловильного інструменту
Плашка, (рос. плашка; англ. ram; нім. Backe f) — невелика металева пластинка різного призначення. Використовують, зокрема, у свердловинній техніці в противикидному превенторі, встановленому на морському дні. Є частиною плашкового ловильного інструменту.
ПЛАШКА ГЛУХА (рос. плашка глухая; англ. blind ram; нім. Vollabschlussbacke f) — запірний елемент противикидного превентора; герметично закриваючись, повністю ізолює частину свердловини, розміщену знизу.